# 3e législature de la Colombie-Britannique

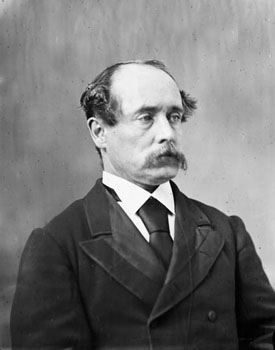
George Anthony Walkem, premier ministre (1878-1882)

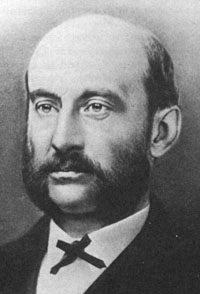
Robert Beaven, premier ministre (1882-1883)

La 3e législature de la Colombie-Britannique a siégé de 1878 à 1882. Ses membres sont élus lors de l'élection générale de 1878 (en). George Anthony Walkem reprend le pouvoir et est appelé à former un nouveau gouvernement. Robert Beaven lui succède en en juin 1882.
Frederick W. Williams est président de l'Assemblée pendant la durée de la législature.
Il y a eu cinq sessions durant la 3e législature.
| Session | Début           | Fin              |
| ------- | --------------- | ---------------- |
| 1re     | 29 juillet 1878 | 2 septembre 1878 |
| 2e      | 29 janvier 1879 | 29 avril 1879    |
| 3e      | 5 avril 1880    | 8 mai 1880       |
| 4e      | 24 janvier 1881 | 23 mars 1881     |
| 5e      | 23 février 1882 | 21 avril 1882    |

## Membre de la 3elégislature
| Député                         | Circonscription      | Parti        |
| ------------------------------ | -------------------- | ------------ |
| George Cowan                   | Cariboo              | Opposition   |
| John Evans                     | Cariboo              | Opposition   |
| George Anthony Boomer Walken   | Cariboo              | Opposition   |
| John Ash                       | Comox                | Opposition   |
| Edwin Pimbury                  | Cowichan             | Gouvernement |
| William Smithe                 | Cowichan             | Gouvernement |
| Hans Lars Helgesen             | Esquimalt            | Opposition   |
| Frederick W. Williams          | Esquimalt            | Opposition   |
| Robert Leslie Thomas Galbraith | Kootenay             | Opposition?  |
| Charles Gallagher              | Kootenay             | Opposition?  |
| William M. Brown               | Lillooet             | Opposition   |
| William Saul                   | Lillooet             | Opposition   |
| James Atkinson Abrams          | Nanaimo              | Opposition   |
| Wellington John Harris         | New Westminster      | Gouvernement |
| Donald McGillivray             | New Westminster      | Gouvernement |
| Ebenezer Brown                 | New Westminster City | Gouvernement |
| Thomas Basil Humphreys         | Victoria District    | Opposition   |
| James Thomas McIlmoyl          | Victoria District    | Opposition   |
| Robert Beaven                  | Victoria City        | Gouvernement |
| James Smith Drummond           | Victoria City        | Opposition   |
| John William Williams          | Victoria City        | Opposition   |
| William Wilson                 | Victoria City        | Opposition   |
| Preston Bennett                | Yale                 | Gouvernement |
| John Andrew Mara               | Yale                 | Gouvernement |
| Forbes George Vernon           | Yale                 | Gouvernement |

Notes:
1. ↑  Opposé à l'administration Elliott
2. ↑  Candidat pro-gouvernement supportant l'administration Elliott

## Élections partielles
Durant cette période, une élection partielle était requise à la suite de la nomination d'un député au cabinet. Tous les membres du cabinet ont été réélus sans opposition.
- Thomas Basil Humphreys, secrétaire provincial et ministre des Mines[5], réélu le 10 juillet 1878
- Robert Beaven, ministre des Finances et de l'Agriculture[2], réélu le 10 juillet 1878
- George Anthony Boomer Walkem premier ministre[6], réélu le 3 août 1878

D'autres élections partielles ont été tenues pour diverses autres raisons:
| Circonscription      | Député                  | Élection         | Motif                                     |
| -------------------- | ----------------------- | ---------------- | ----------------------------------------- |
| Cariboo              | George Ferguson         | 25 octobre 1879  | Décès de J. Evans le 25 août 1879         |
| New Westminster City | William James Armstrong | 20 décembre 1881 | E. Brown démissionne pour raison de santé |

Notes:
1. ↑  Élu sans opposition